# Хафез Кассеб
Хафез Кассеб (араб. حافظ كسيب) — єгипетський футболіст, що грав на позиції півзахисника, за клуб «Аль-Олімпі», а також національну збірну Єгипту.

## Клубна кар'єра
У футболі відомий за виступами у команді «Аль-Олімпі». 

## Виступи за збірну
Був присутній в заявці збірної на чемпіонаті світу 1934 року в Італії, але на поле не виходив.